# 香川県警察本部運転免許センター
香川県運転免許センター（かがわけんうんてんめんきょセンター）は、香川県警察が管理する運転免許試験場。所在地の名称から俗に「郷東」（ごうとう）と呼ばれる。

## 概要
香川県の県庁所在地・高松市の北西沿岸部に位置する。人口密集地や大通りからは離れた場所にあり、周辺には準工業地域や新田が広がる。

## 歴史
愛国飛行場跡に造られた競馬場跡地に1953年（昭和28年）開設。開場当初の所在地は現在地の東隣に隣接する現在では香川県産業技術センター、香川県赤十字血液センター、香川県教育センター（西宝町から2014年1月閉鎖の県立がん検診センター跡に移転）が立地する一塊に位置していた。

## 所在地
香川県高松市郷東町587番地138

## 交通
- ことでん瓦町駅・JR高松駅からことでんバスイオンモール高松線（行先No.なし）乗車、警察学校前下車。
運転免許センター線（土曜・日曜日・祝祭日及び年末年始（12月29日～1月3日）は全便運休。実際は本センターより少し離れた旧香川県がん検診センター前に発着していた）は2015年7月1日にイオンモール高松線に統合された。なお、同路線は統合前瓦町駅～警察学校前間相互発着となる乗車は禁止されていた（クローズドドアシステム）ため、本センターへ行くのに利用することはできなかった。
- ことでんバス香西・下笠居線（高松駅発No.11・13・15、瓦町駅発No.23）乗車、「郷東橋西」または「香東交番前」下車。いずれも約1.2km。瓦町駅発は本数が少ない。
2007年11月1日に「郷東橋西」が新設され、「香東交番前」は「デンソー前」から改称。デンソーはすでにこの地にはなく[注釈 1]、名前だけが残っていた。
- JR予讃線香西駅下車。約1.8km。
距離が長い上経路が複雑なためほとんど使われていない。